# Crabsticks

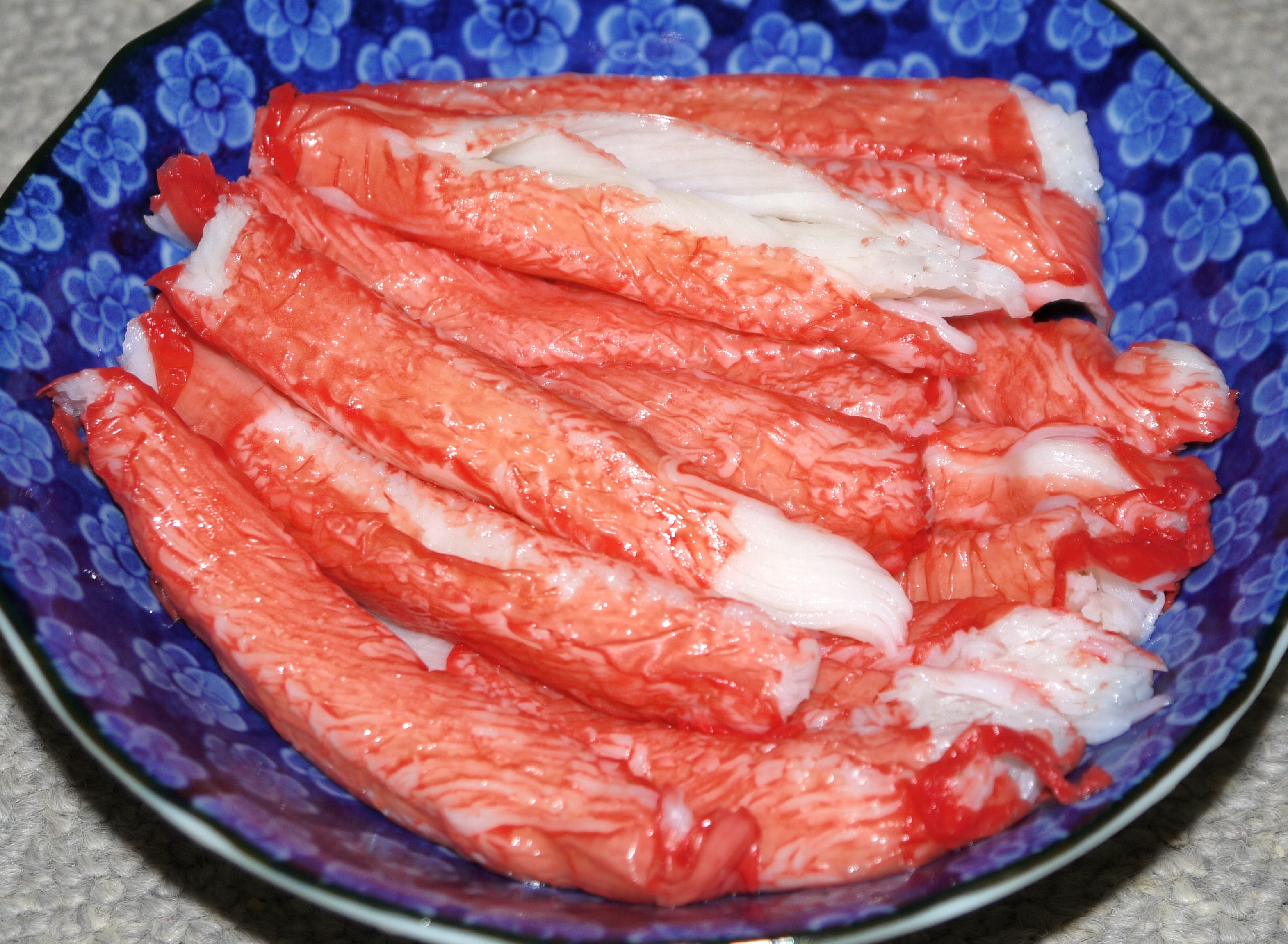
Sugiyo "Kaori-hako"

Crabsticks är en livsmedelsprodukt gjord av finhackat fiskkött, ofta alaska pollock, som formpressats, tillsatts vatten, potatismjöl, stabiliseringsmedel, aromämnen, smakförstärkare och färgämnen för att efterlikna krabbkött. Som livsmedelsprodukt i affärer går de under namn som exempelvis surimisticks, seasticks eller sticks då de innehåller för lite krabba för att få ha det i namnet. De innehåller väldigt lite eller inget krabbkött. Crabsticks är kokade och kan ätas direkt ur förpackningen. Den är en vanlig ingrediens i sushi.